# Daru
Daru è una cittadina della Papua Nuova Guinea situata sull'omonima isola. 
È il capoluogo della Provincia Occidentale.